# ریش‌درختی
ریش‌درختی (انگلیسی: Treebeard) یا فَنگورن (Fangorn) در سینداری، یک شخصیت غول‌پیکر درختی در ارباب حلقه‌ها اثر جی. آر. آر. تالکین است. او یک انت است و گندالف گفته‌است که «قدیمی‌ترین موجود زنده‌ای است که هنوز در زیر خورشید در سرزمین میانه راه می‌رود». او در جنگل باستانی فَنگورن زندگی می‌کند، جایی که نام خود را به آن داده‌است. این جنگل در انتهای جنوبی کوه‌های مه آلود قرار دارد. او حدود ۱۴ فوت (۴٫۵ متر) ارتفاع دارد و از نظر ظاهری شبیه راش یا بلوط است.
در دو برج, ریش‌درختی با مری و پی‌پین دو هابیت اهل شایر ملاقات می‌کند. این ملاقات نتایجی دارد که به‌طور قابل توجهی به داستان کمک می‌کند و رویدادهایی را که در بازگشت پادشاه رخ می‌دهد را فعال می‌کند.